# 亞歷山德里亞區
亞歷山德里亞區（烏克蘭語：Олександрійський район）是烏克蘭中部基洛夫格勒州的區，位於第聂伯河右岸，行政中心設於亞歷山德里亞，人口数量为223,451人（2021年估计）。

## 历史
原亚历山德里亚区的面积为1,854平方公里，2020人口33,659。
2020年7月18日烏克蘭實施行政區重劃，基洛夫格勒州21個區和4個州轄市整併為4個區，亚历山德里亚区的面积显著增加。原奧努夫里伊夫卡區、彼得羅韋區、斯維特洛沃茨克區，以及亞歷山德里亞市镇和斯維特洛沃茨克市镇合并至亚历山德里亚区。

## 行政区划
亚历山德里亚区下分为9个市镇：
- 亞歷山德里亞市鎮（乌克兰语：Олександрійська міська громада）
- 斯维特洛沃茨克市鎮（乌克兰语：Світловодська міська громада）
- 彼得羅韋市鎮（乌克兰语：Петрівська селищна громада）
- 奧努夫里伊夫卡市鎮（乌克兰语：Онуфріївська селищна громада）
- 普里尤蒂夫卡市鎮（乌克兰语：Приютівська селищна громада）
- 新普拉哈市鎮（乌克兰语：Новопразька селищна громада）
- 波佩利納斯泰（乌克兰语：Попельнасте）市鎮（乌克兰语：Попельнастівська сільська громада）
- 大安德魯西夫卡（乌克兰语：Велика Андрусівка）市鎮（乌克兰语：Великоандрусівська сільська громада）
- 潘塔伊夫卡市鎮（乌克兰语：Пантаївська селищна громада）

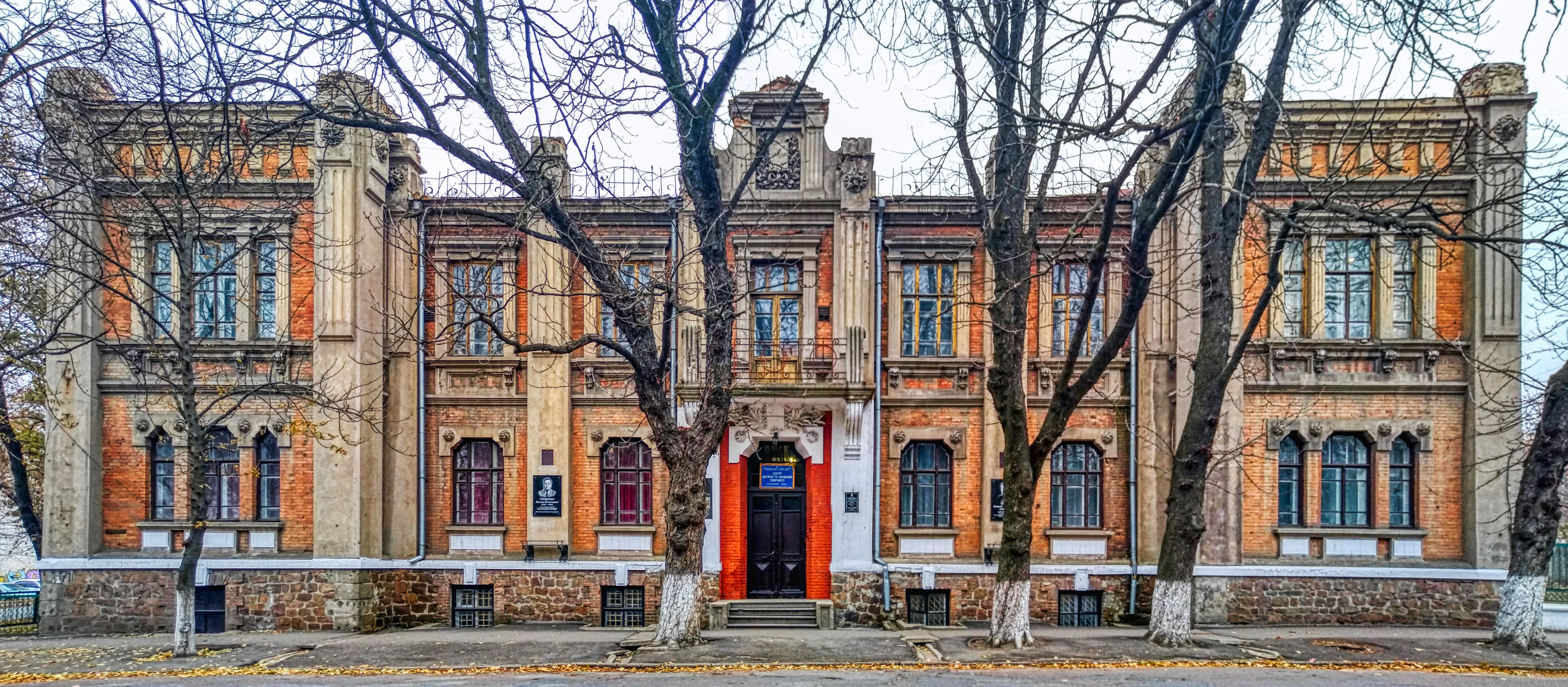
亞歷山德里亞
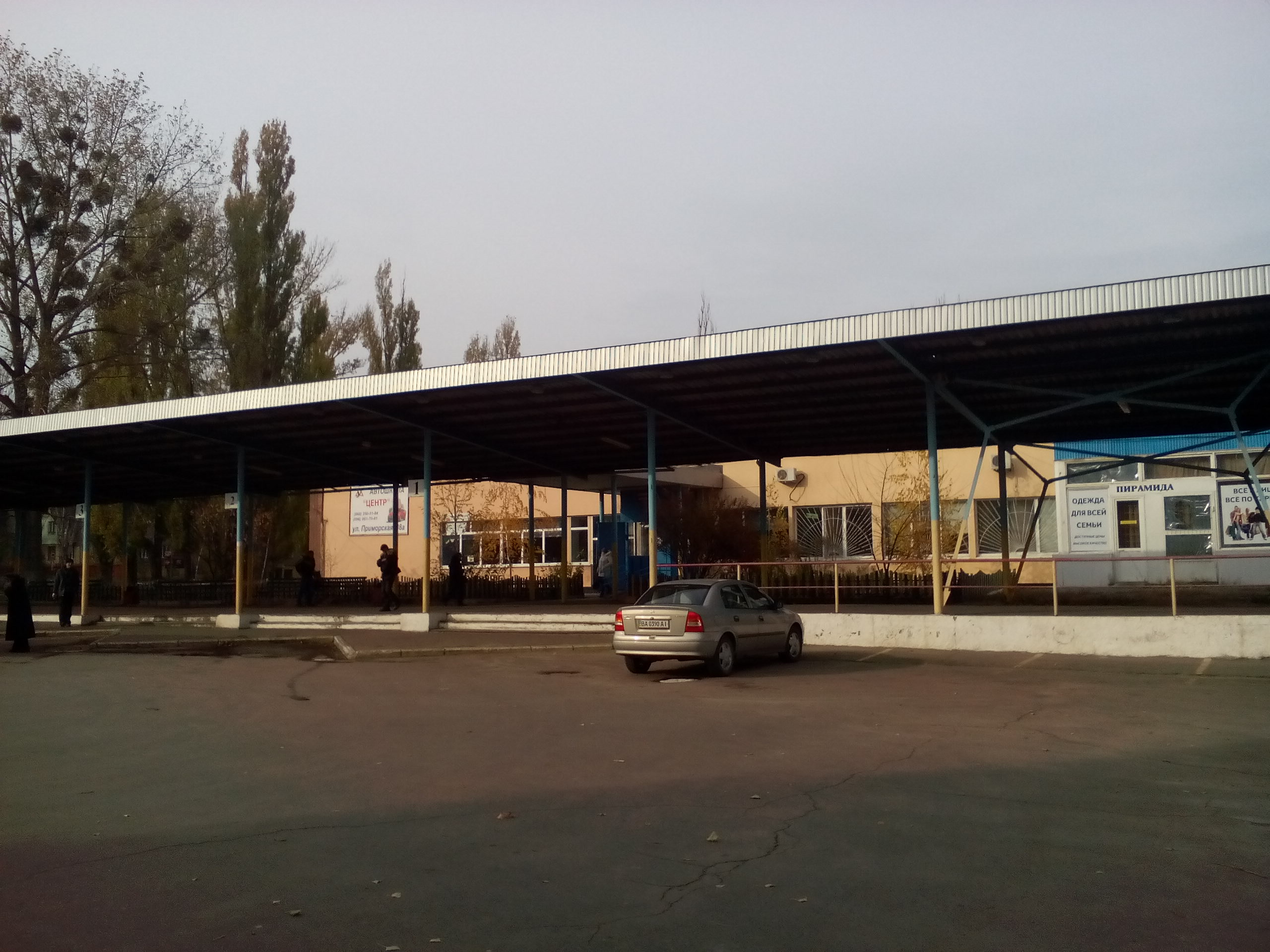
斯维特洛沃茨克
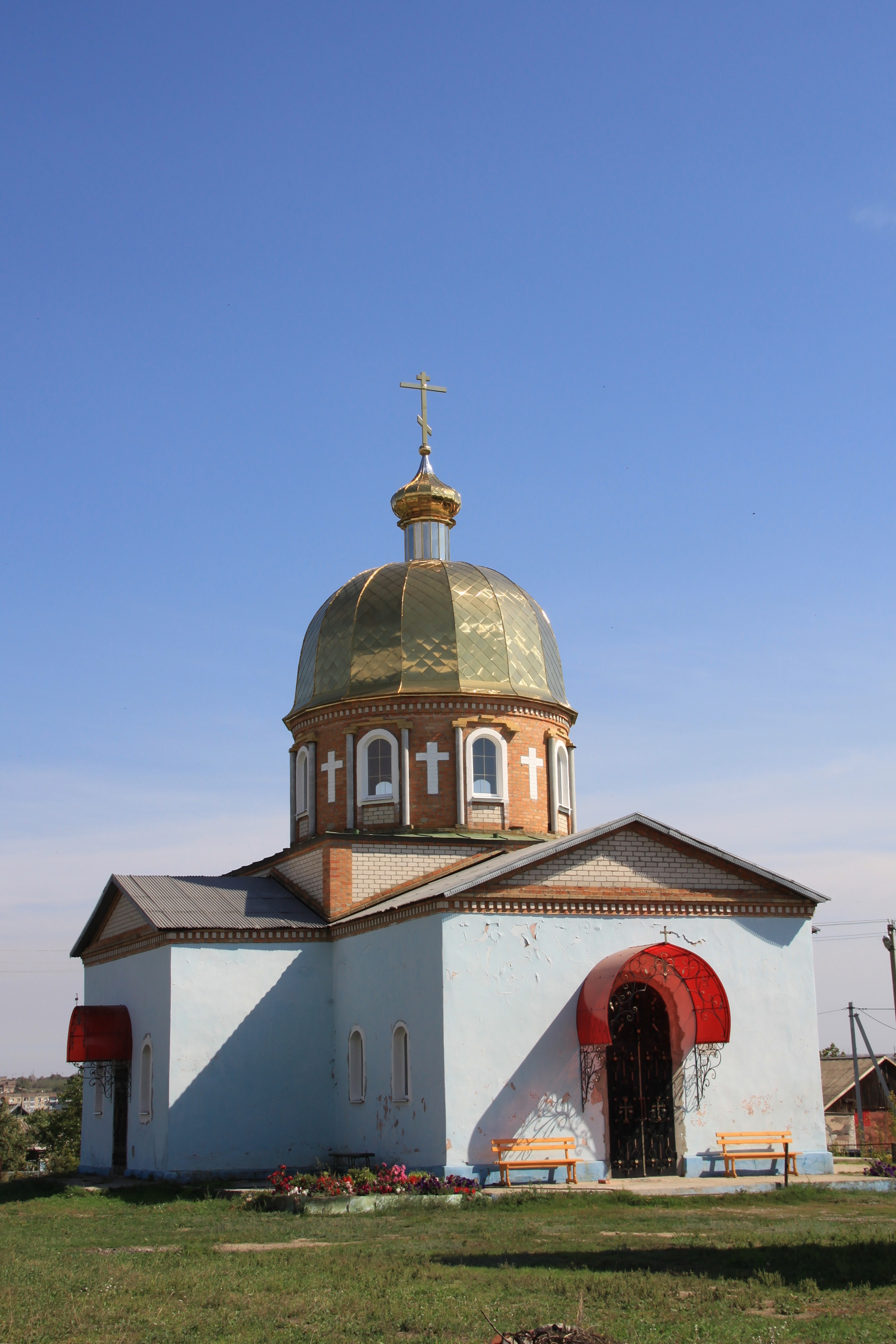
彼得羅韋
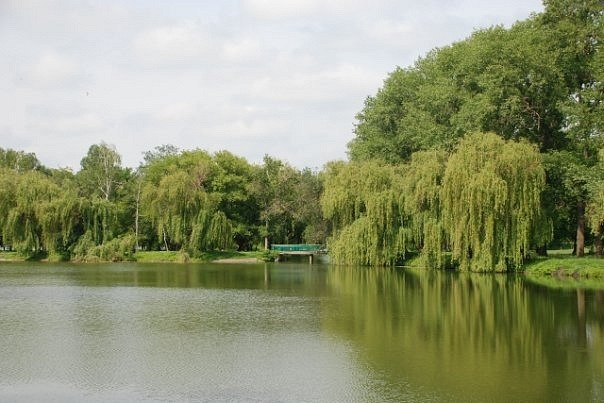
奧努夫里伊夫卡
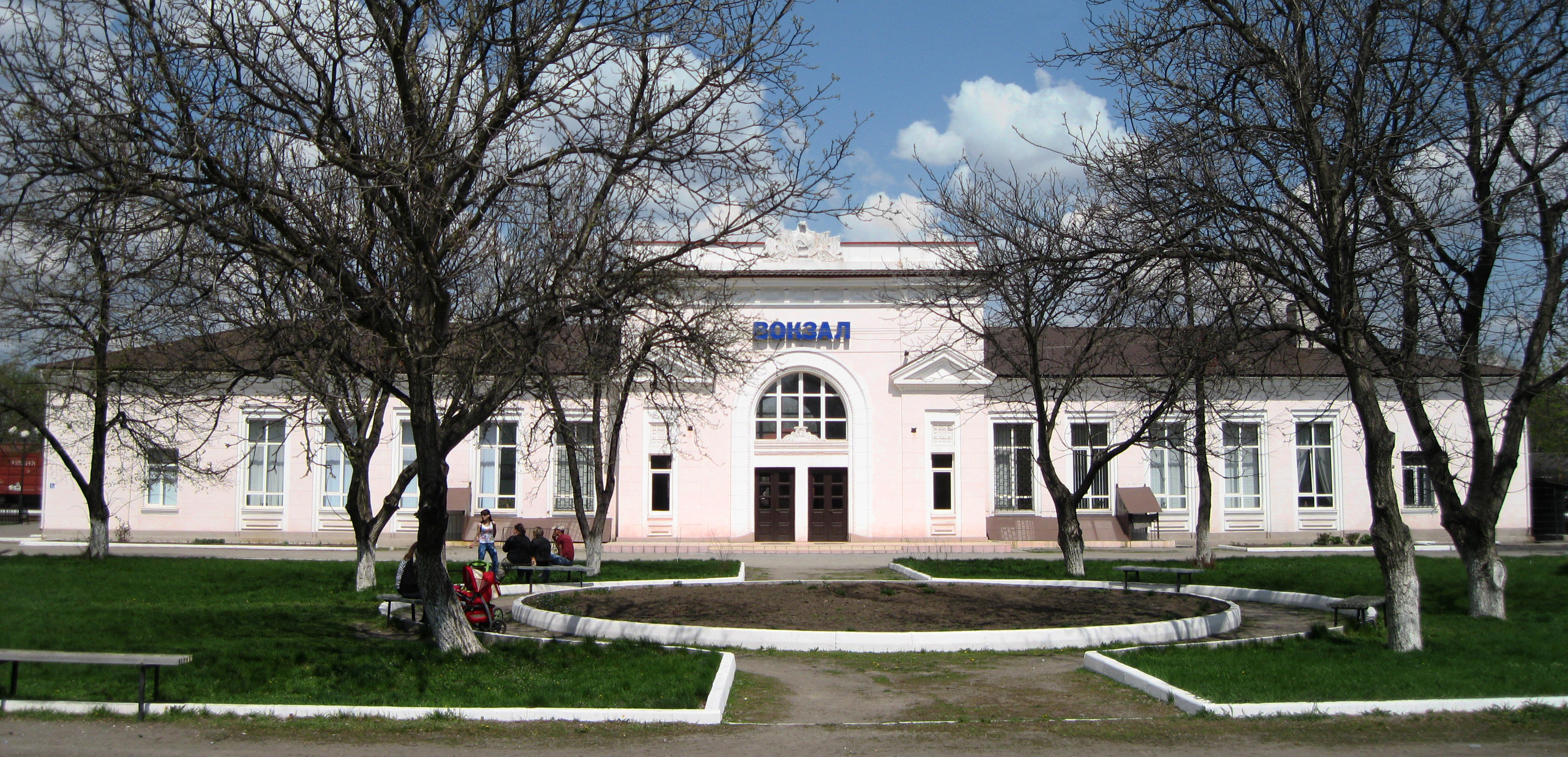
普里尤蒂夫卡
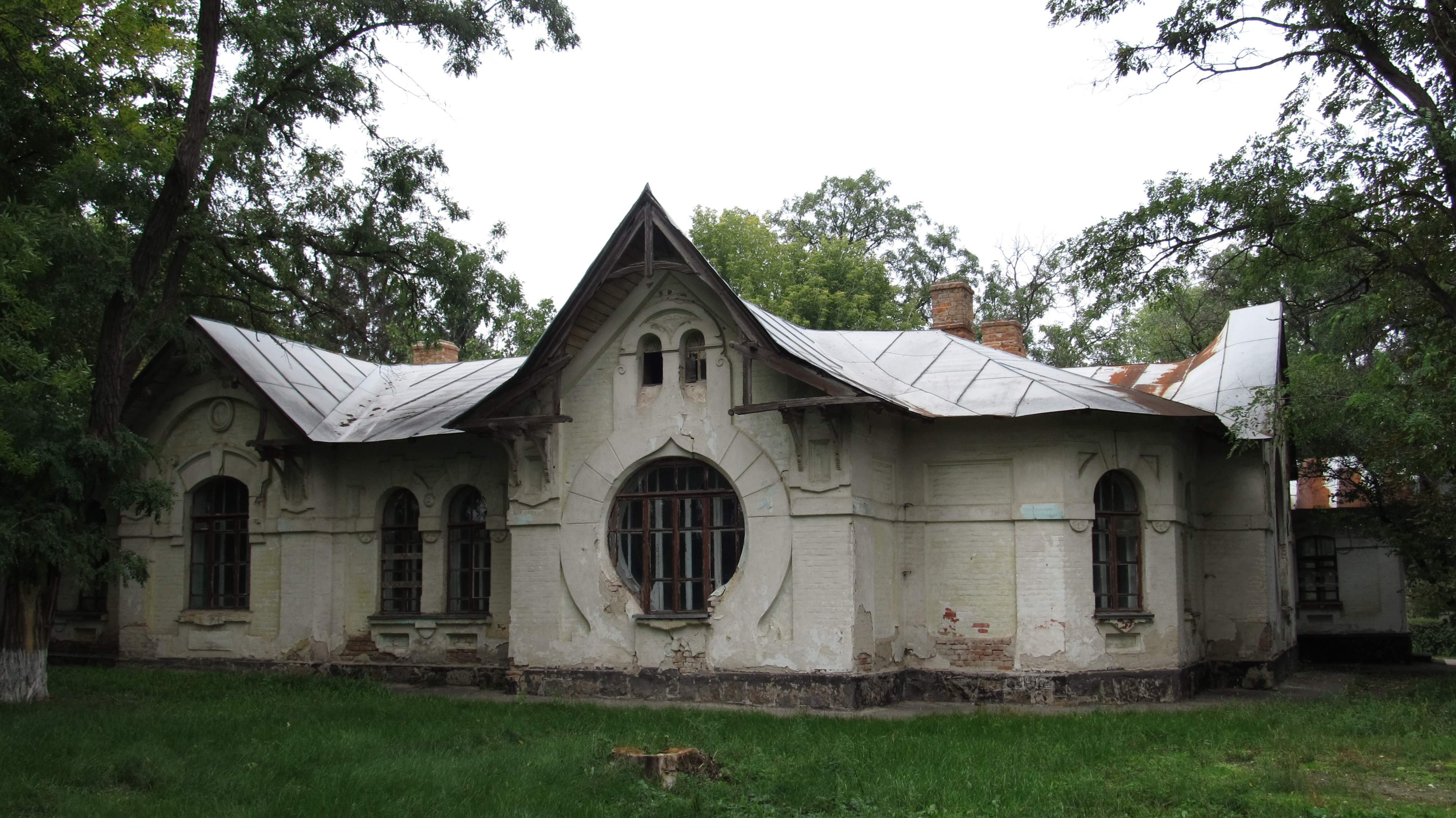
新普拉哈
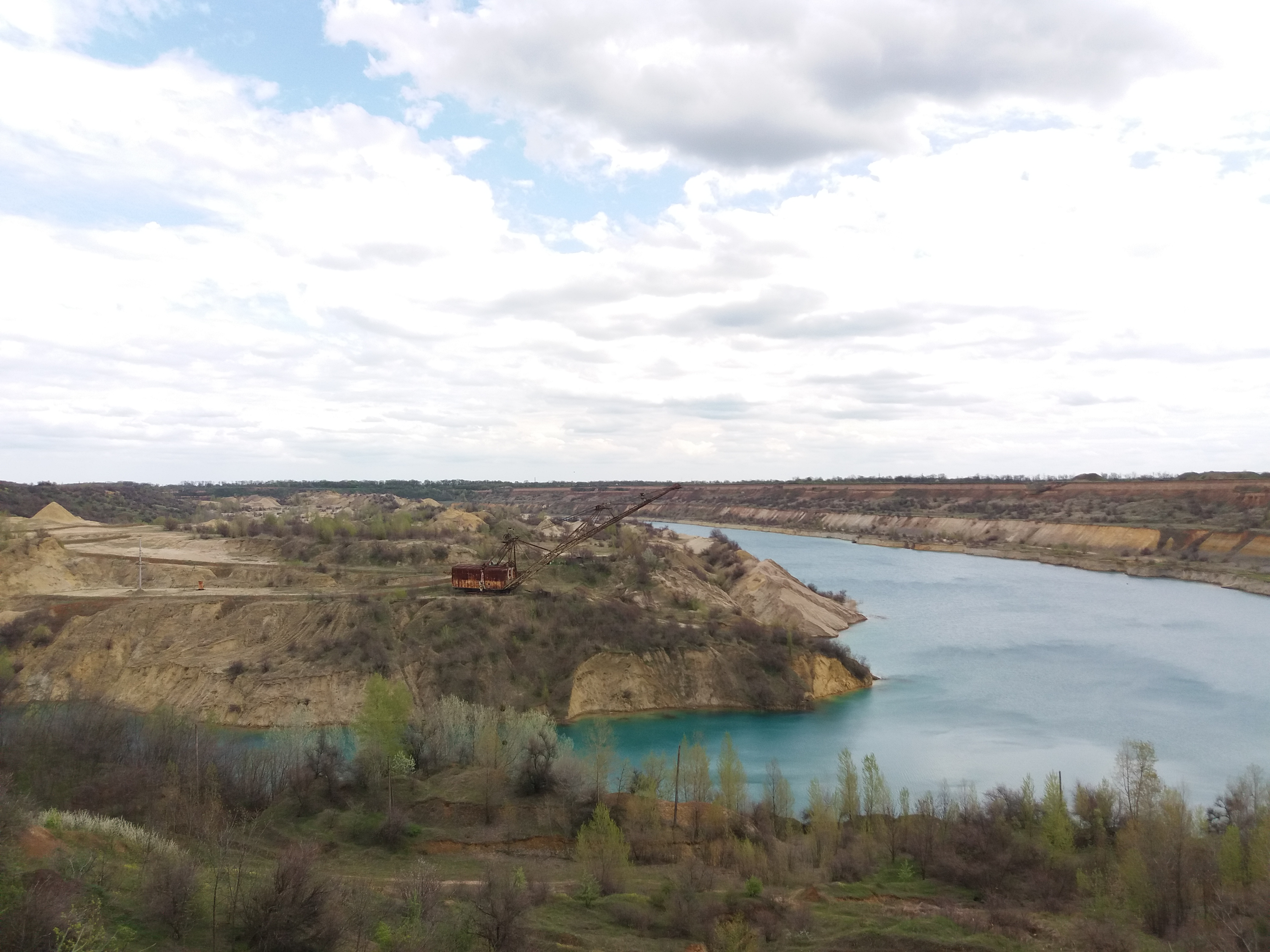
潘塔伊夫卡